# Jaworzyna Tatrzańska
Jaworzyna Tatrzańska (dawniej także Jaworzyna Spiska, słow. Tatranská Javorina, niem. Uhrngarten, węg. Javorina) – wieś (obec) w północnej Słowacji, w powiecie Poprad, w historycznym rejonie Spisz. Miejscowość jest atrakcyjna turystycznie. Położona jest w Kotlinie Jaworzyńskiej u wylotu Doliny Jaworowej i otoczona szczytami Tatr.
Do 21 grudnia 2007 r. funkcjonowało obok wsi przejście graniczne Tatranská Javorina - Łysa Polana.

## Historia
Pierwsze wzmianki o miejscowości pochodzą z roku 1320, jednak de facto początki Jaworzyny sięgają XVIII wieku. W 1759 na jej obecnym terenie rodzina Horváth uruchomiła hutę żelaza. Pracowali w niej sezonowi pracownicy z niedalekiego Jurgowa, innych rejonów Spisza, Moraw, Śląska, a nawet z Czech. Wokół huty utworzyła się niewielka osada, która zaczęła podupadać w II połowie XIX wieku – wyczerpały się złoża rudy, a w Zakopanem otwarto konkurencyjną hutę. Nowi właściciele – rodzina Solomonów – postanowiła otworzyć we wsi fabrykę papy. W 1879 Jaworzynę kupił pruski junkier Christian Kraft Fürst von Hohenlohe-Öhringen. Wtedy na dobre powstała tutaj wioska, a właściciel zainwestował pieniądze w odbudowę miejscowych lasów, zdewastowanych wycinkami oraz pasterstwem i założył hodowlę zwierząt. Teren był niedostępny dla pasterzy, drwali i turystów i strzeżony przed nieproszonymi gośćmi. Dla siebie książę wybudował na Maćkowej Polanie pałacyk myśliwski, w którym (jako ośrodku rządowym) pod koniec 1938 gościł prezydent Ignacy Mościcki. Pod koniec XIX wieku książę Hohenlohe-Öhringen postawił drewniany katolicki kościółek św. Anny (mimo że sam był ewangelikiem). Zmarł w 1926 i został pochowany zgodnie ze swoją wolą na miejscowym cmentarzu. Majątek odziedziczył jego bratanek August, ale w 1936 sprzedał go państwu.

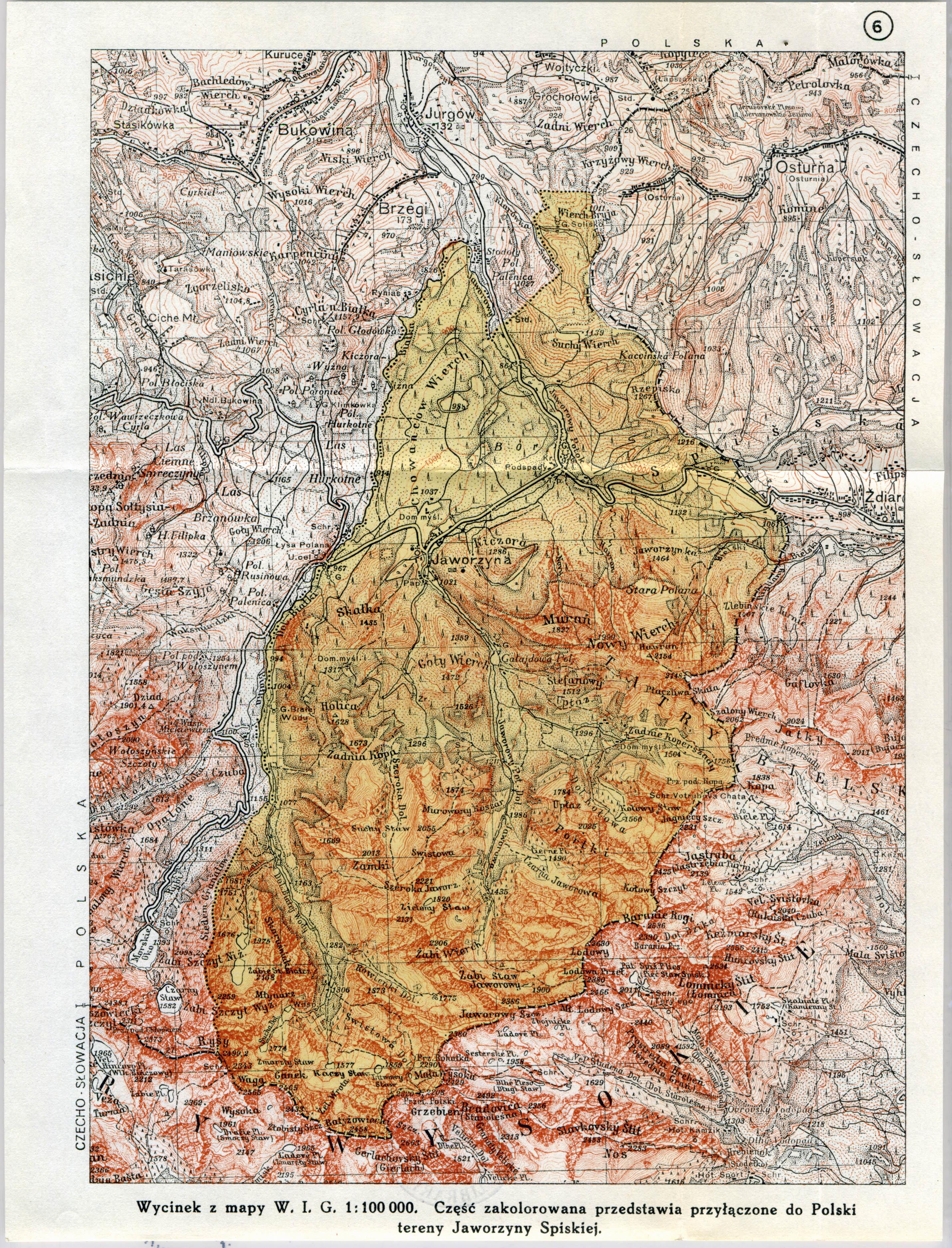
Jaworzyna Tatrzańska na mapie anektowanych przez Polskę w 1938 roku fragmentów Spiszu

W okresie międzywojennym miejscowość zasłynęła głównie jako teren sporu pomiędzy Polską a Czechosłowacją. Po utracie kontroli tych terenów przez Węgry w listopadzie 1918 do Jaworzyny wkroczyło polskie wojsko, a później polska administracja. W styczniu 1919 Jaworzynę zajęły wojska czechosłowackie i administracja tego państwa, a wobec braku porozumienia pomiędzy Warszawą a Pragą zdecydowano o przeprowadzeniu plebiscytu na Spiszu, zaś sporny teren obsadziły wojska francuskie. Ostatecznie do plebiscytu nie doszło (Polska poszła na ustępstwa, gdyż toczyła się wówczas wojna z bolszewikami), a Rada Ambasadorów zdecydowała, że większość Spiszu przypadnie Czechosłowacji. Polska próbowała jeszcze zmienić wynik decyzji odnośnie do Jaworzyny Tatrzańskiej i miejscowości Zdziar, ale Liga Narodów 12 III 1924 pozostawiła je w granicach Czechosłowacji. Jaworzyna straciła na tym gospodarczo, gdyż tereny przyłączone do Polski i oddzielone granicą były powiązane z nią ekonomicznie.

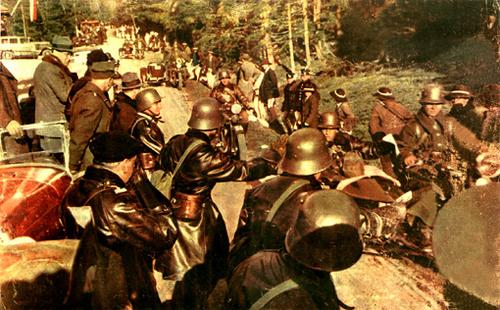
10 Brygada Kawalerii podczas zajmowania Jaworzyny Spiskiej, listopad 1938

W 1938, wykorzystując osłabienie Czechosłowacji, Polska wystosowała ultimatum, w którym przedstawiła swoje żądania terytorialne wobec autonomicznej Słowacji. Ostatecznie po okresie drobnych starć zbrojnych i rokowań w grudniu 1938 Jaworzynę wraz z okolicą przyłączono do Polski. 30 czerwca 1939 wieś weszła w skład gminy Bukowina Tatrzańska. We wrześniu 1939 Republika Słowacka podczas ataku wraz z Niemcami na Polskę odzyskała wieś, powracając w tym rejonie do granicy sprzed 1938. Stan ten po II wojnie światowej nie uległ już zmianie i Jaworzyna znalazła się w granicach Czechosłowacji, a od 1993 – Słowacji.
Od 1947 do 1992 Jaworzyna wchodziła w skład gminy Zdziar (Ždiar). Obecnie częścią gminy Jaworzyna jest osiedle Podspady (Podspády).

## Demografia
Według danych z dnia 31 grudnia 2016, wieś zamieszkiwało 213 osób, w tym 103 kobiety i 110 mężczyzn.

### Narodowości według deklaracji przynależności narodowej (2001)
- Słowacy – 99,55%[10]
- pozostali – 0,45%[10]

### Wyznania religijne (2001)
źródło:
- kościół łaciński – 87,44%
- grekokatolicy – 1,35%
- ewangelicy – 0,90%
- niewierzący – 8,97%

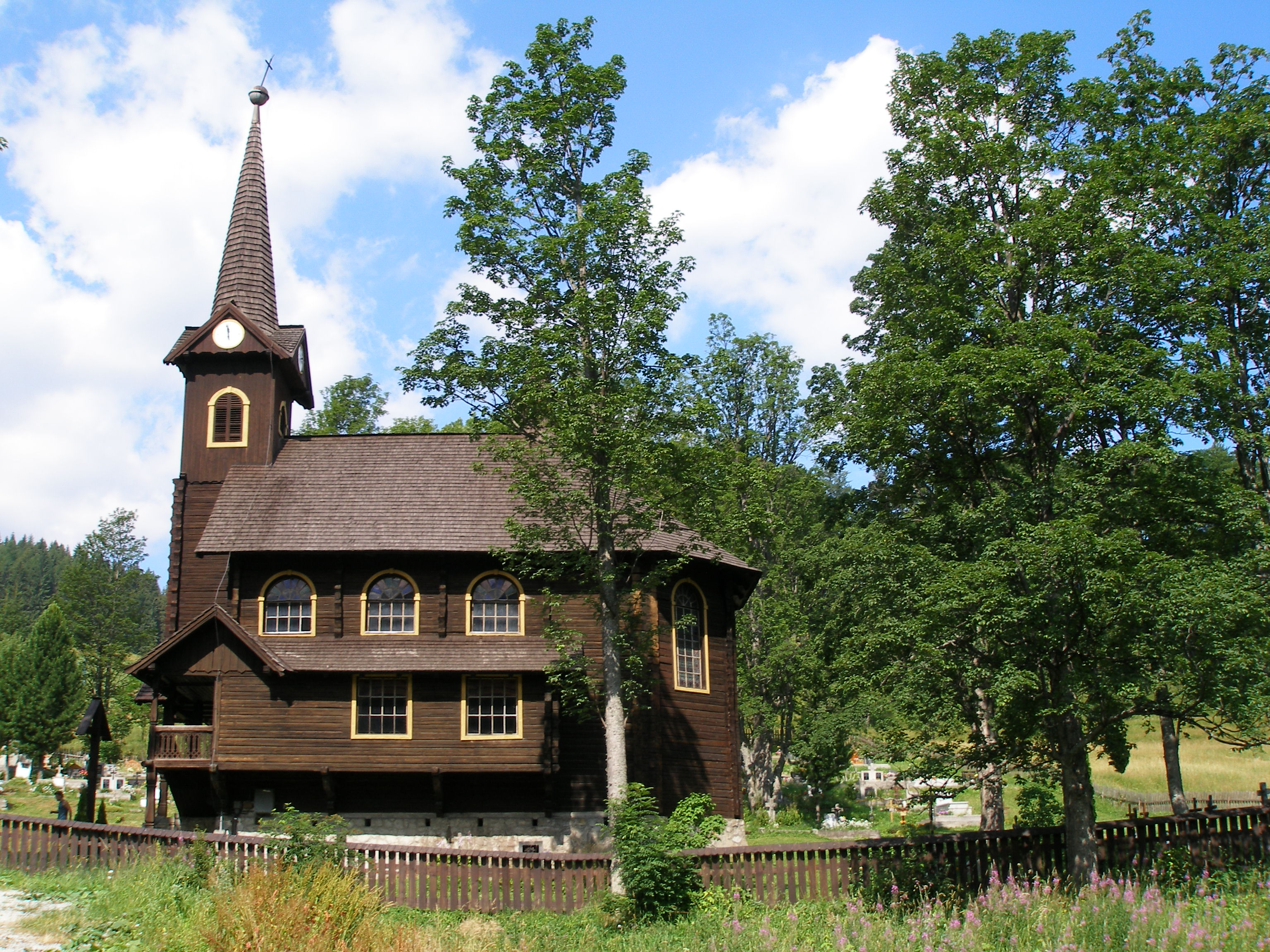
Drewniany kościółek pw. św. Anny

- przynależność niesprecyzowana – 1,35%

## Kultura

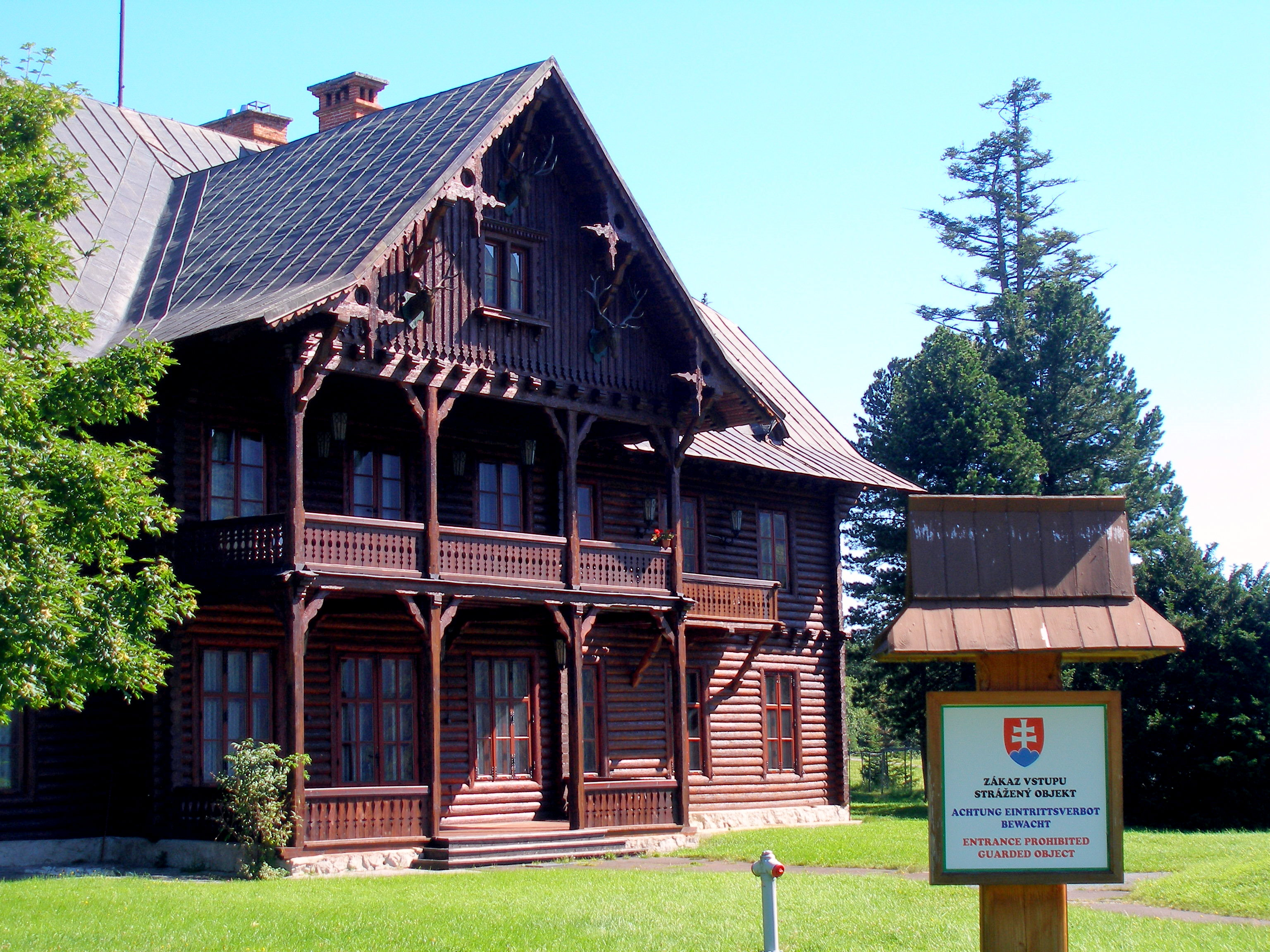
Pałacyk łowiecki ks. Hohenlohe

We wsi jest używana gwara spiska, zaliczana przez polskich językoznawców jako gwara dialektu małopolskiego języka polskiego, przez słowackich zaś jako gwara przejściowa polsko-słowacka.

## Szlaki turystyczne
– w Jaworzynie Tatrzańskiej zaczyna się zielony szlak, prowadzący Doliną Jaworową aż na Lodową Przełęcz. Czas przejścia: 5 h, ↓ 4 h